# Asarcopus palmarum
Asarcopus palmarum är en insektsart som beskrevs av Géza Horváth 1921. Asarcopus palmarum ingår i släktet Asarcopus och familjen Caliscelidae. Inga underarter finns listade i Catalogue of Life.